# Johan F. L. Dreier

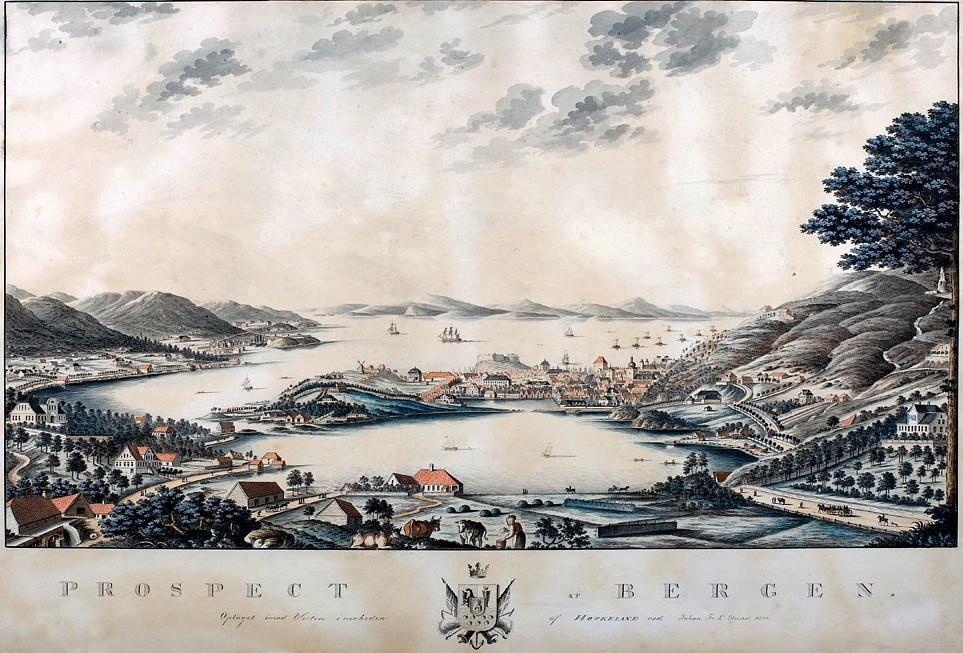
Prospect af Bergen av Johan Dreier.

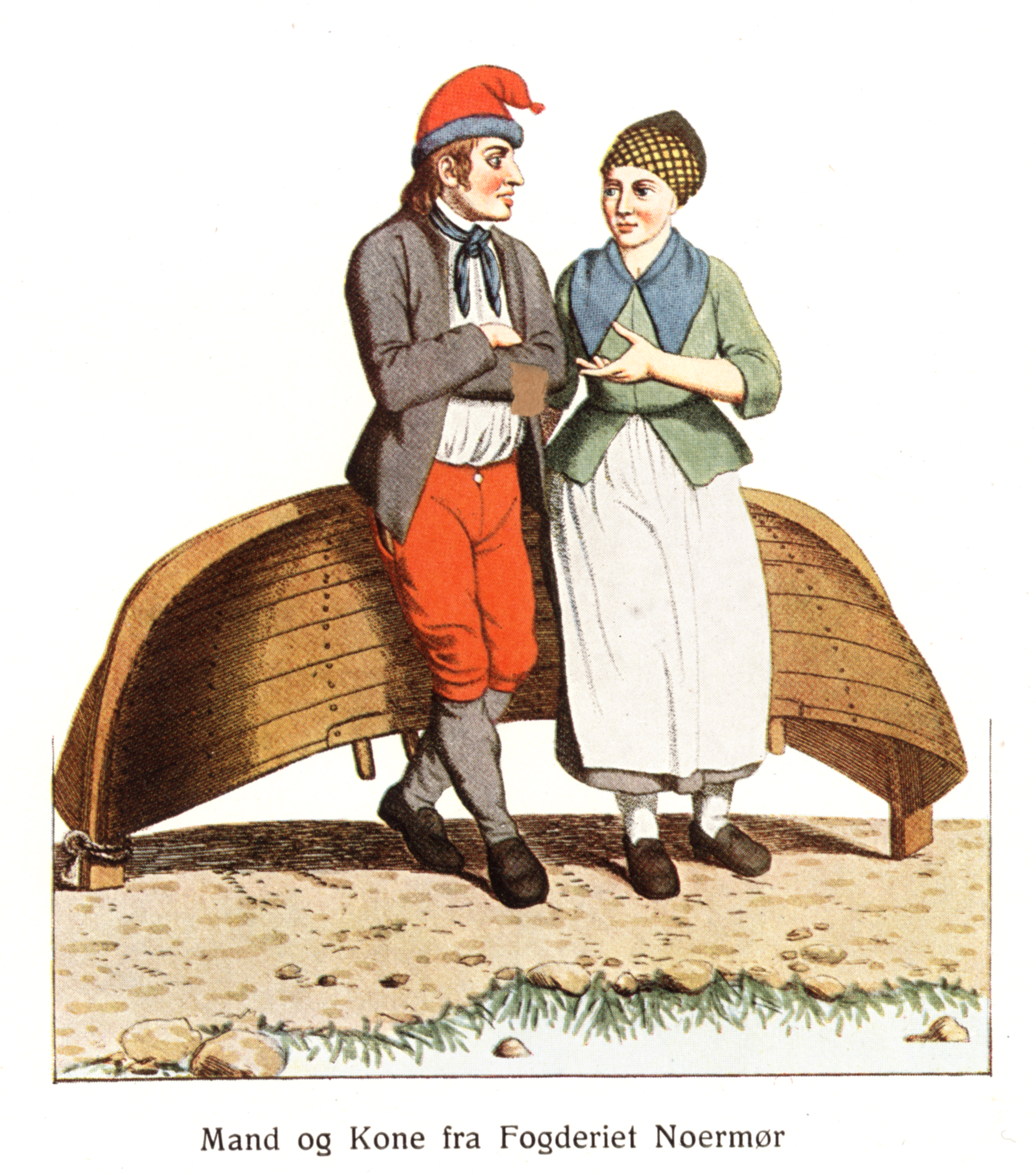
Mand og kone fra fogderiet Noermør av Johan Dreier.

Johan Friedrich Leonhard Dreier, född 1775 i Trondheim, död 1833 i Bergen, var en norsk konstnär.
Dreier utförde i tusch och akvarell prospekter från olika delar av Norge, företrädesvis i Bergenstrakten. Dessa prospekter fyllde han ofta med kulturhistoriskt intressanta staffagefigurer. Han utförde även bilder av folkdräkter (publicerade i Norske Folkedragter, 1913) och miniatyrporträtt. Hans bilder har ett högt kulturhistoriskt värde.